# Spyros Samaras
Spyros Samaras (født november 1861 i Korfu, død marts/april 1917 i Athen) var en græsk komponist, der især var kendt for sine operaer.